# Хачикян, Антон Миронович
Антон Миронович Хачикян (арм. Անտոն Միրոնի Խաչիկյան) — российский юрист, бывший судья Высшего арбитражного суда Российской Федерации.

## Биография
Антон Хачикян родился 28 мая 1943 года в городе Краснодаре. В 1980 году с отличием окончил Всесоюзный юридический заочный институт. Работу по юридической специальности начал в 1982 году. С 1990 года по 1992 год являлся государственным арбитром Госарбитража РСФСР.
Постановлением Верховного Совета Российской Федерации от 2 апреля 1992 года № 2643-1 назначен судьей Высшего Арбитражного Суда Российской Федерации.

## Награды и звания
Имеет высший квалификационный класс судьи. Имеет ведомственную награду - удостоен звания «Почетный работник судебной системы».